# Bruce Yandle
Bruce Yandle (* 12. August 1933) ist ein amerikanischer Wirtschaftswissenschaftler. Er ist verheiratet und lebt in Clemson (South Carolina).
Yandle studierte an der Mercer University in Macon bis zum Bachelor und erwarb die akademischen Grade des Master of Business Administration und des Doctor of Philosophy an der Georgia State University. Er ist Privatdozent an der George Mason University beim dortigen Mercatus Center. Yandle ist Berater der Regierung und hält Vorträge für Abgeordnete. Er ist emeritierter Dekan der Clemson University. Er war executive director bei der Federal Trade Commission und senior economist beim beratenden Gremium des US-präsidenten für Preisstabilität 1976 bis 1978.
Bekannt wurde seine Theorie Bootleggers and Baptists (zu deutsch Schwarzbrenner und Baptisten), die aussagt, dass sich zwei ideologisch und ethisch unvereinbare Gruppierungen ungewollt gegenseitig unterstützen, wenn beide dogmatisch ihre Ziele verfolgen.
Vor seiner wissenschaftlichen Laufbahn war Yandle fünfzehn Jahre in der Maschinenbauindustrie tätig. Er veröffentlicht vierteljährlich einen wirtschaftspolitischen Lagebericht durch ein Institut der Clemson-University.

## Veröffentlichungen
- Taking the Environment Seriously ISBN 978-0847680542
- The Political Limits of Environmental Regulation: Tracking the Unicorn ISBN 978-0899304311
- Environmental Use and the Market
- Land Rights ISBN 978-0847680290
- The Economics of Environmental Quality
- Common Law and Common Sense for the Environment ISBN 978-0847686735
- Regulation by Litigation ISBN 978-0300120028